# Куинн, Джозеф
Джозеф Куинн (англ. Joseph Quinn, 26 января 1994) — британский актёр, наиболее известный по роли Эдди Мансона в сериале «Очень странные дела».

## Биография

### Ранние годы
Родился 26 января 1994 года в Великобритании, рос в Южном Лондоне. Полное имя — Джозеф Энтони Фрэнсис Куинн.
Его родители развелись. Является единственным ребёнком в семье.
С детства интересовался театром. С 2007 по 2012 год посещал школу Emanuel, затем — театральную школу при Лондонской академии музыки и драматического искусства (LAMDA), окончил её в 2015 году.

### Карьера
Джозеф Куинн сыграл роли Артура Хэвишема в телесериале «Диккенсиана», Леонарда Баста в четырёхсерийном сериале 2017 года «Говардс-Энд». В этом же году актёр сыграл роль солдата дома Старков в сериале «Игра престолов».
В 2019 году снялся в британском сериале «Екатерина Великая» в роли Павла.
В 2022 году сыграл роль Эдди Мансона в четвёртом сезоне сериала «Очень странные дела», после чего получил номинацию на премию «Сатурн» (лучшая мужская роль второго плана).
В феврале 2024 года было объявлено, что он сыграет супергероя Человека-факела в фильме «Фантастическая четвёрка: Первые шаги».

### Личная жизнь
Занимается йогой, катается на скейтборде.
С августа 2024 года в отношениях с певицей Doja Cat.

## Работы

### Телевидение
| Год  | Название            | Роль            | Канал                          | Примечание             |
| ---- | ------------------- | --------------- | ------------------------------ | ---------------------- |
| 2011 | Почтовый индекс     | Тим             | CBBC                           | 1 эпизод               |
| 2016 | Диккенсиана         | Артур Хэвишем   | BBC One                        | 19 эпизодов            |
| 2017 | Игра престолов      | Конер           | HBO                            | эпизод: «Трофеи войны» |
| 2017 | Говардс-Энд         | Леонард Баст    | BBC One (UK) Starz (US)        |                        |
| 2017 | Timewasters         | Ральф           | ITV2 (UK) CBC Gem (US)         | 2 эпизода              |
| 2018 | Отверженные         | Анжольрас       | BBC One                        | 3 эпизода              |
| 2019 | Екатерина Великая   | цесаревич Павел | Sky Atlantic (UK) HBO (US)     |                        |
| 2020 | Страйк              | Билли Найт      | BBC One                        |                        |
| 2020 | Small Axe           | PC Dixon        | BBC One (UK) Amazon Prime (US) | 1 эпизод               |
| 2022 | Очень странные дела | Эдди Мансон     | Netflix                        |                        |

### Фильмы
| Год  | Название                             | Роль                         | Режиссёр           |
| ---- | ------------------------------------ | ---------------------------- | ------------------ |
| 2018 | Оверлорд                             | Grunauer                     | Джулиус Эйвери     |
| 2019 | Make Up                              | Том                          | Клэр Окли          |
| 2023 | Hoard                                | Майкл                        | Луна Кармун        |
| 2024 | Тихое место: День первый             | Эрик                         | Майкл Сарноски     |
| 2024 | Гладиатор 2                          | Гета                         | Ридли Скотт        |
| 2025 | Под огнём                            | Сэм                          | Алекс Гарленд      |
| 2025 | Фантастическая четвёрка: Первые шаги | Джонни Шторм / Человек-факел | Мэтт Шекман        |
| 2026 | Мстители: Судный день                | Джонни Шторм / Человек-факел | Энтони и Джо Руссо |
| 2027 | Мстители: Секретные войны            | Джонни Шторм / Человек-факел | Энтони и Джо Руссо |

### Короткометражки
| Год  | Название  | Роль   | Режиссёры                                        |
| ---- | --------- | ------ | ------------------------------------------------ |
| 2015 | Инстинкт  | Дэн    | Натан Гамильтон, Генри Лерой-Салта               |
| 2017 | KIN       | Джейми | Хелена Мидлтон                                   |
| 2018 | The Hoist | Hash   | Джозеф Дэвис, Генри Лерой-Сальта, Каллум Вудхаус |

### Театр
| Год  | Название   | Роль   | Режиссёр             | Место                          |
| ---- | ---------- | ------ | -------------------- | ------------------------------ |
| 2016 | Deathwatch | Моррис | Джеральдин Александр | Print Room                     |
| 2017 | Wish List  | Дин    | Matthew Xia          | Royal Court Theatre            |
| 2017 | Mosquitoes | Люк    | Руфус Норрис         | Королевский национальный театр |